# Cantharellus pallens
Cantharellus pallens (Albert Pilát, 1959) din încrengătura Basidiomycota, în familia Cantharellaceae și de genul Cantharellus este o specie de ciuperci comestibile cu o longevitate accentuată des întâlnită care coabitează, fiind un simbiont micoriza (formează micorize pe rădăcinile arborilor). Ea este foarte des confundată cu veritabilul Cantharellus cibarius denumită de aceea în popor de asemenea gălbior. Buretele se dezvoltă în România, Basarabia și Bucovina de Nord pe sol calcaros acoperit cu mușchi sau iarbă, de obicei în grupuri, adesea pe lângă poteci forestiere și terasamente în păduri de foioase în primul rând sub fagi , dar și sub stejari. Timpul apariției este din (mai) iunie până în noiembrie.

## Taxonomie

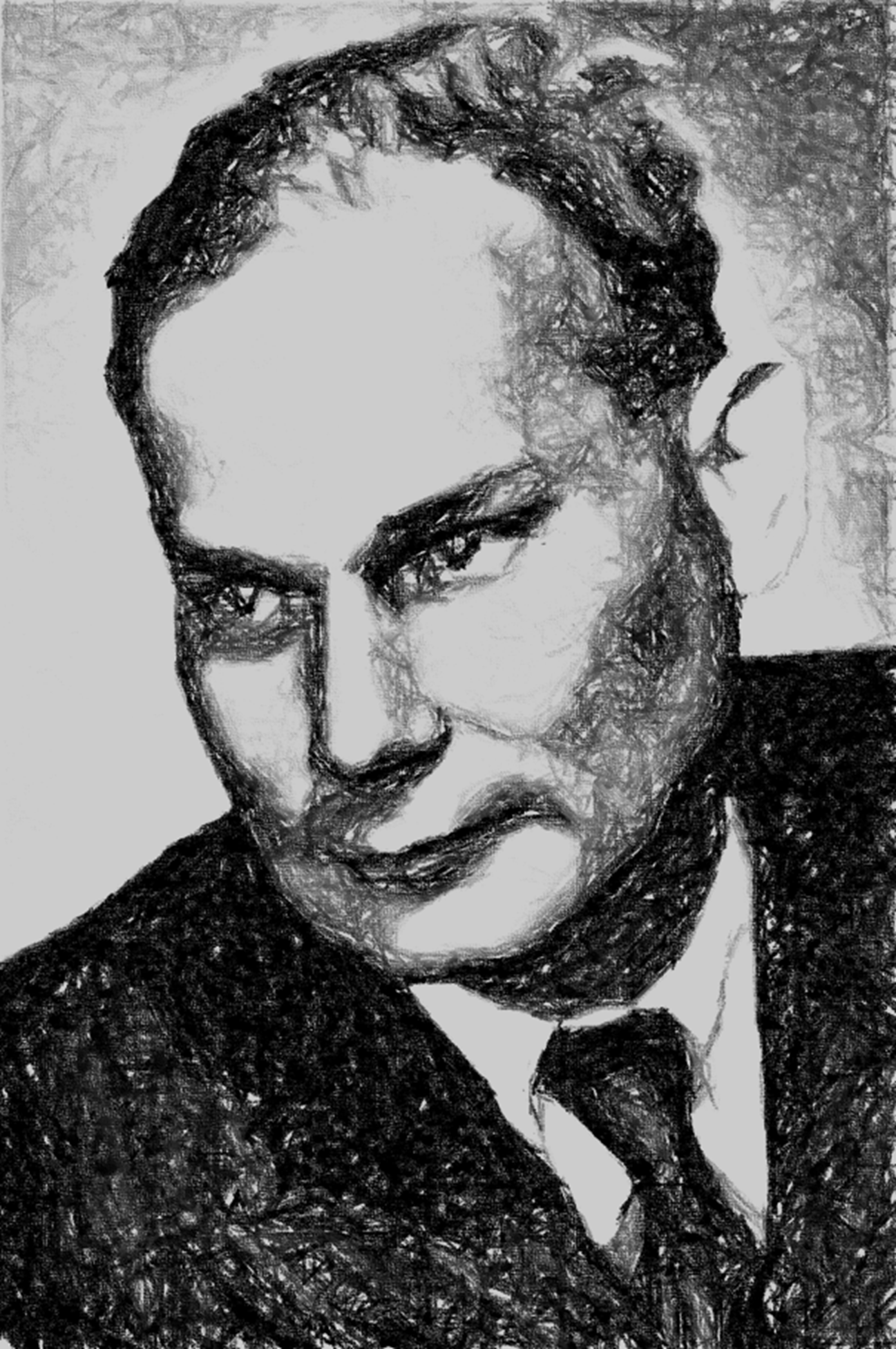
Albert Pilát

Conform micologilor scoțieni Roy Watling și ‎Evelyn Turnbull, numele binomial a fost determinat drept Cantharellus cibarius var. pallens de renumitul micolog ceh Albert Pilát în cartea sa Naše houby: kritické druhy našich hub  din 1952.
Apoi, în 1959, Pilat a declarat specia independentă, de verificat în Omagiu lui Traian Săvulescu: cu prilejul împlinirii a 70 de ani din același an. fiind și numele curent valabil (2025). 
Deși încă mai văzut ca variație a gălbiorului de către mulți micologi, taxonul lui Pilat este cel valabil în prezent (2025), în conformitate cu comitetele de nomenclatură în domeniul lui ICN Index Fungorum și MycoBank.
Sinonime acceptate sunt cele trei ale micologului francez René Maire din 1937, anume Cantharellus cibarius var. albidus, Cantharellus cibarius var. albus și Cantharellus cibarius var. bicolor precum Cantharellus subpruinosus al micologilor belgieni Guillaume Eyssartier și Bart Buyck din 2001.
Epitetul specific este derivat din adjectivul latin (latină pallens=palid, livid), datorită aspectului ciupercii pe exterior.

## Descriere

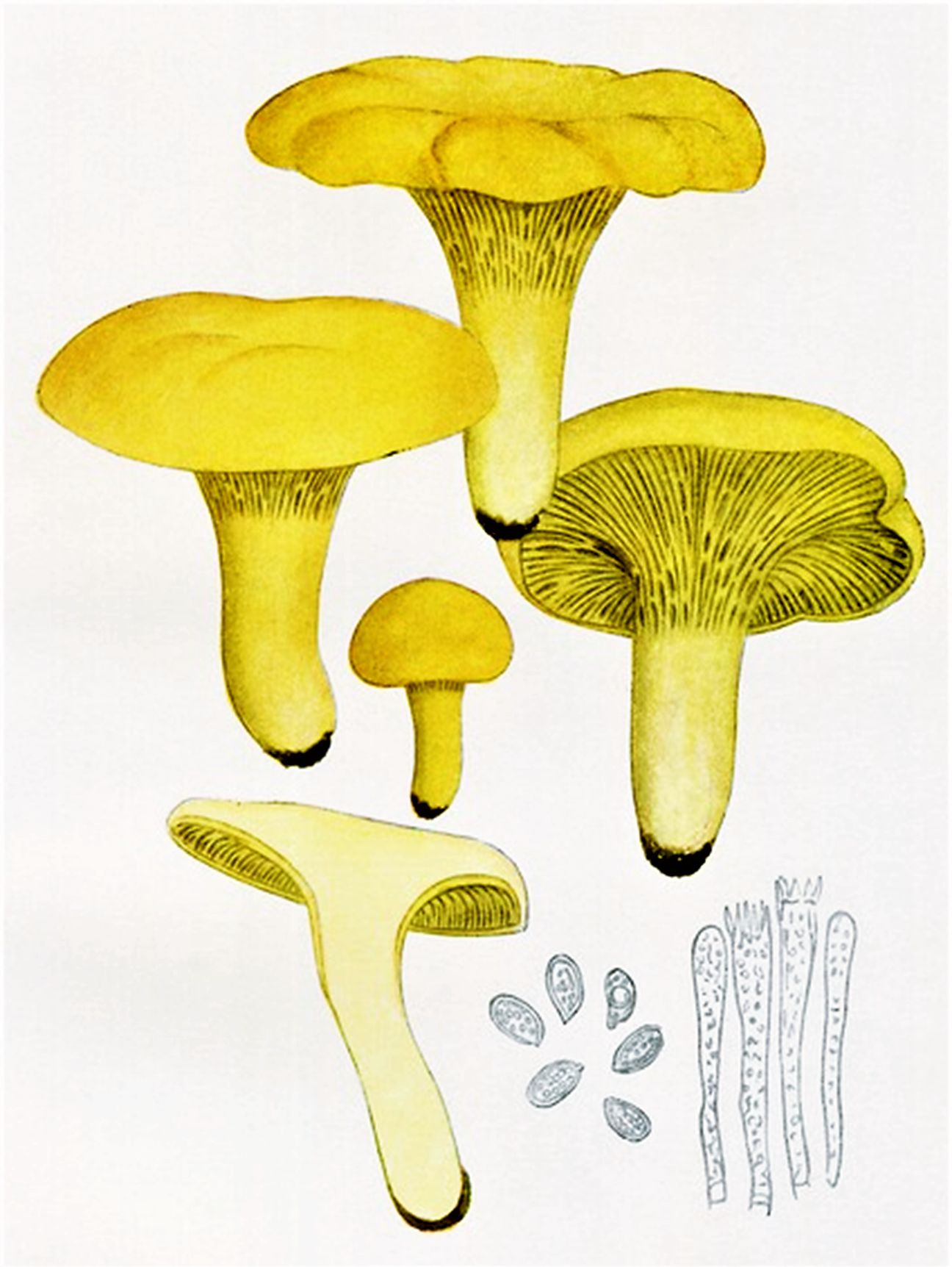
Bres.: C. cibarius, aproape identic

- Pălăria: cu un diametru de 3–10 (15) cm este inițial boltită cu marginea rulată, ulterior de obicei turtită până la deprimată în centru, în sfârșit în formă de pâlnie, marginea fiind atunci încrețită, ondulată neregulat, adesea îndoită cu crăpături. Cuticula netedă și fără luciu, parțial brumată mătăsos, este de culoare albă sau albicioasă până la galben pal cu pete localizate zonal, în stare umedă mai mult sau mai puțin galbenă. Corpul fructifer este foarte rar atacat de viermi.
- Himenoforul: nu are lamele ci pseudo-lamele (stinghii) groase, cu nervuri sau pliuri neregulate de multe ori dihotomic ramificate, adânc decurente pe picior cu vinișoare. Coloritul este alb până la slab galben, stinghiile sunt nu rar de aceeași culoare cu pălăria.
- Piciorul:  are o înălțime de 3–8 (10) cm și o grosime de 0,6–1,8 cm, este ferm, cu partea inferioară cilindrică, ca un buzdugan și cu partea superioară conică ce se înclină spre bază, fiind mai întâi plin și cărnos, la bătrânețe tubular gol. Suprafața este neted catifelată și complet brumată albicios. Coloritul este alb până la alb-gălbui. Tija îngălbenește la apăsare.
- Carnea: este solidă, ușor fibroasă, albicioasă până la galben pal. După tăiere îngălbenește cu timpul. Mirosul este aromat, amintind de fructe sau ciuperci, iar gustul plăcut, picant, consumată în stare crudă chiar piperată. Aproape niciodată este năpădită de viermi.[4][5]
- Caracteristici microscopice: are spori elipsoidali și netezi cu o dimensiune de 7,5-10,5 x 4-6,5 microni. Pulberea lor est albicioasă până la slab gălbuie. Basidiile clavate cu 4-6 sterigme fiecare  măsoară 60-90 x 7-10 microni. Cistidele (elemente sterile situate în stratul himenal sau printre celulele din pielița pălăriei și a piciorului, probabil cu rol de excreție) de mărime și aspect asemănător sunt rotunjite la vârf. Epicutis (celulele superioare) prezintă hife cu pereți clar îngroșați.[12][13]
- Reacții chimice: carnea se colorează cu fenol gri-violet, cu sulfat de fier mai întâi gri-albăstrui, apoi maroniu și cu tinctură de Guaiacum după 5 minute albastru.[14]

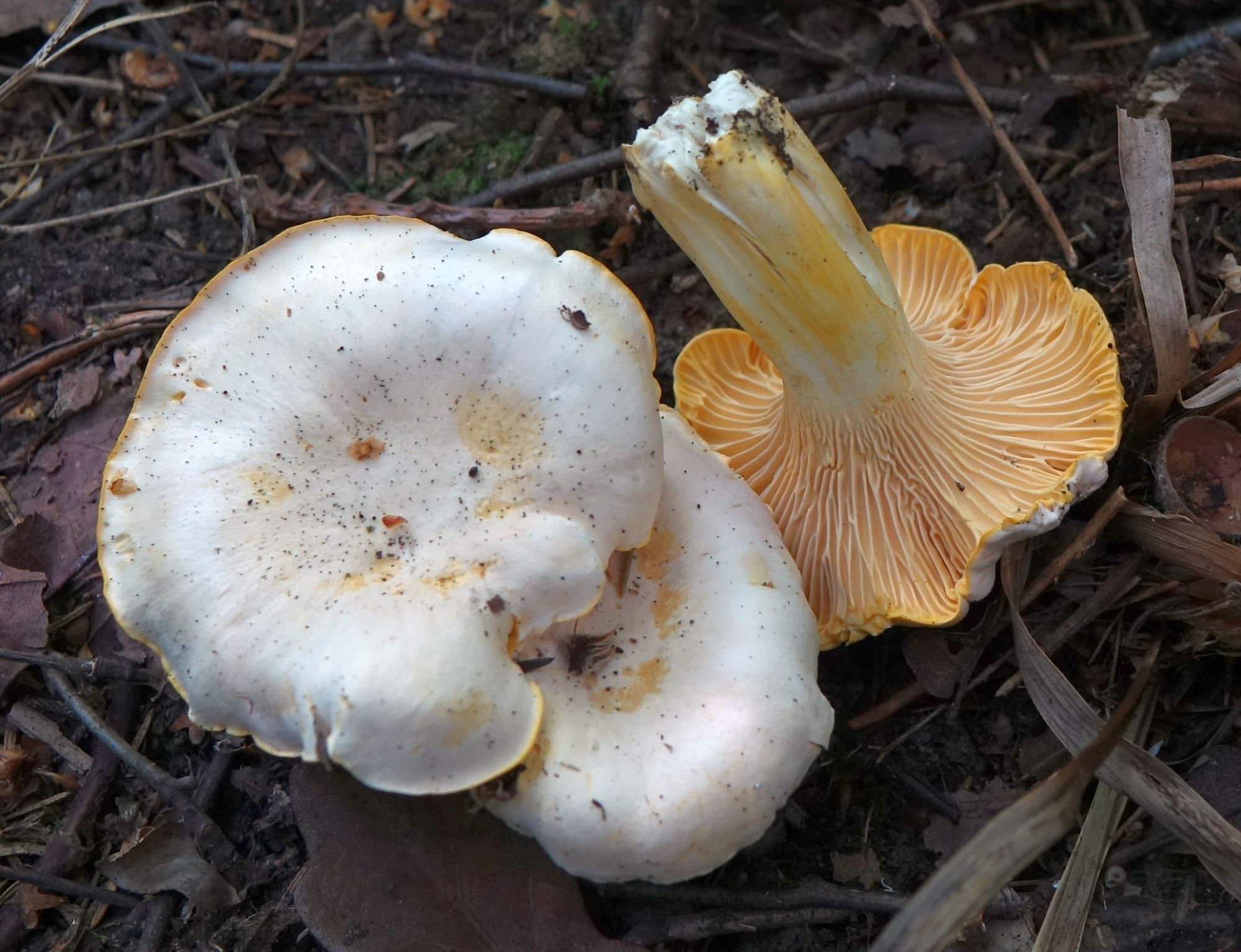
C. pallens pălărie, stinghii și picior
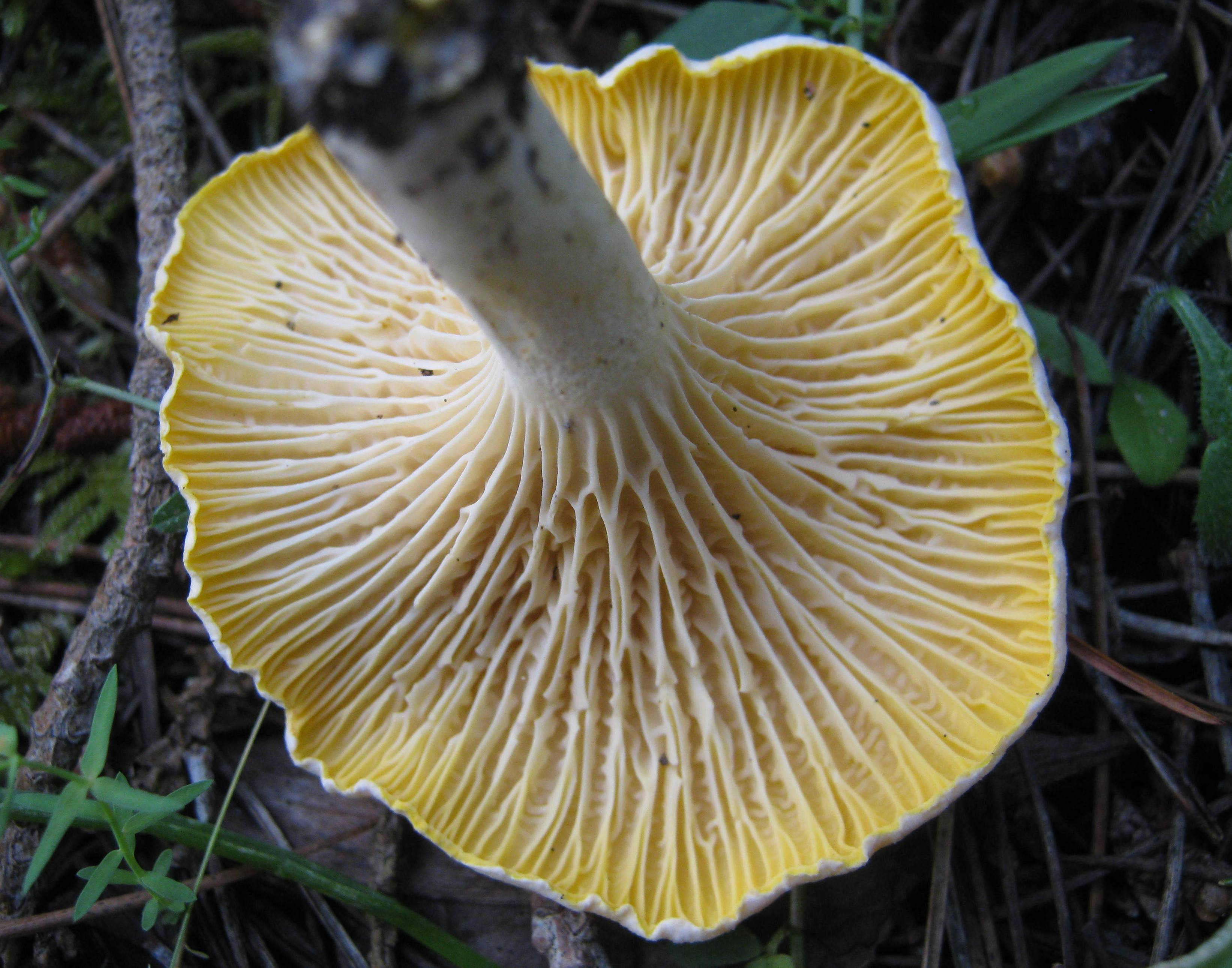
C. pallens, stinghii din apropiere
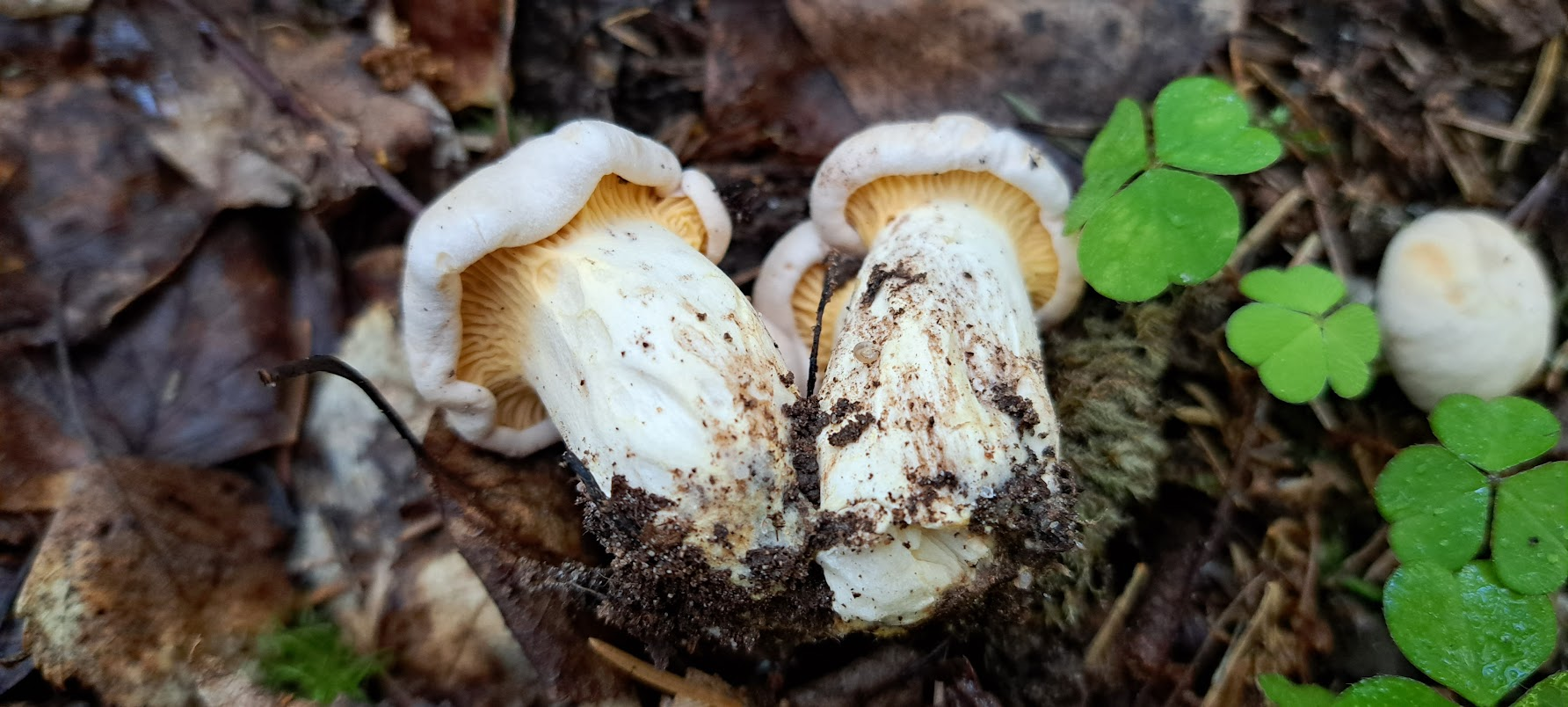
C. pallens tineri
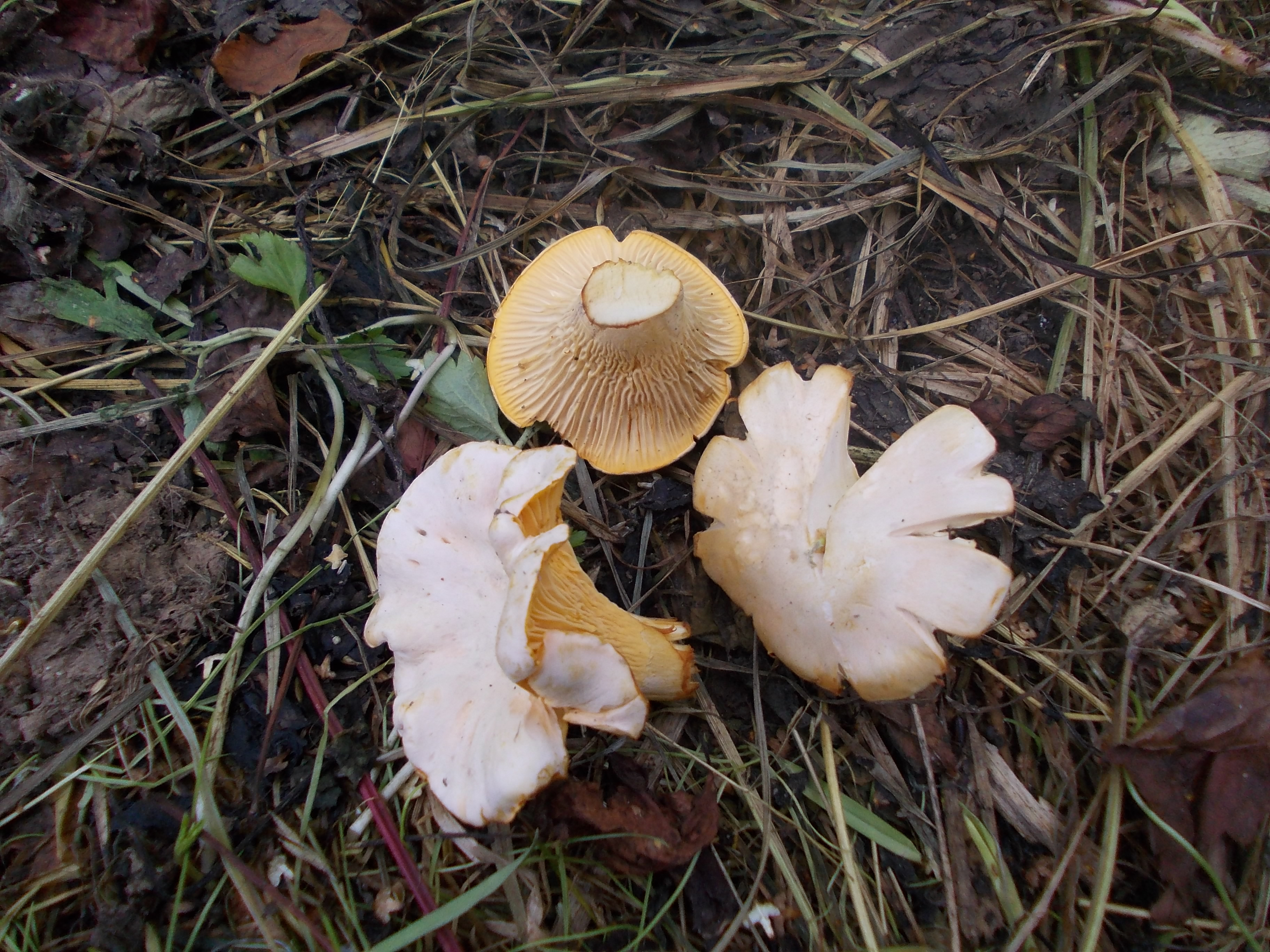
C. pallens mai bătrâni
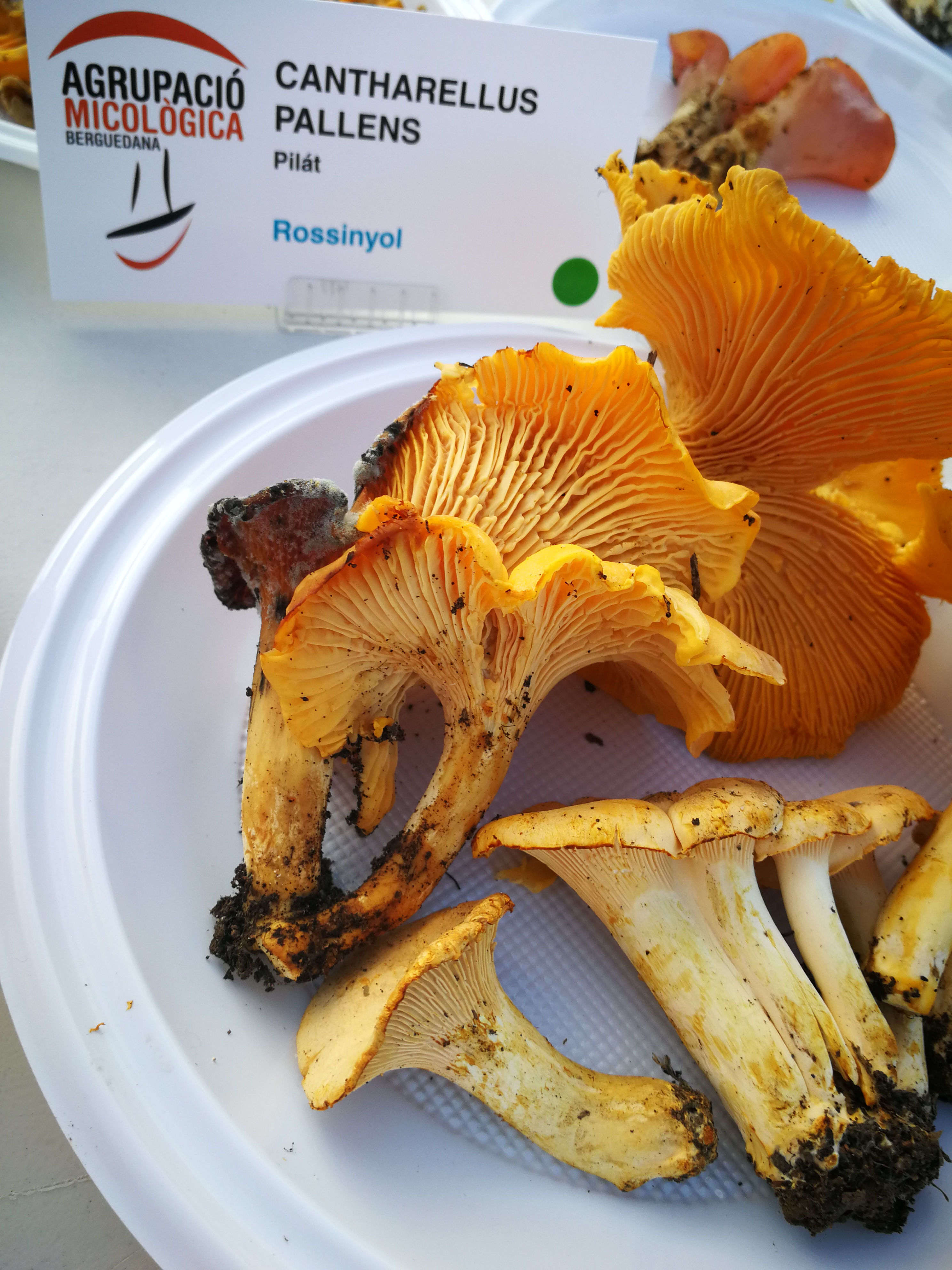
C. pallens tineri și bătrâni umezi

## Confuzii
Cantharellus pallens poate fi confundat în primul rând cu Cantharellus cibarius, mai departe, de exemplu cu alte specii comestibile, cum sunt Cantharellus amethysteus, Cantharellus ferruginascens, Cantharellus friesii, Cantharellus ianthinoxanthus, Cantharellus melanoxeros sin.Craterellus melanoxeros (foarte gustos), Cantharellus subalbidus, Cantharellus subpruinosus, Craterellus tubaeformis precum cu Hygrophoropsis aurantiaca. Posibilă este și confuzia cu Hydnum repandum, al cărui himenofor constă din aculei.

## Specii asemănătoare în imagini

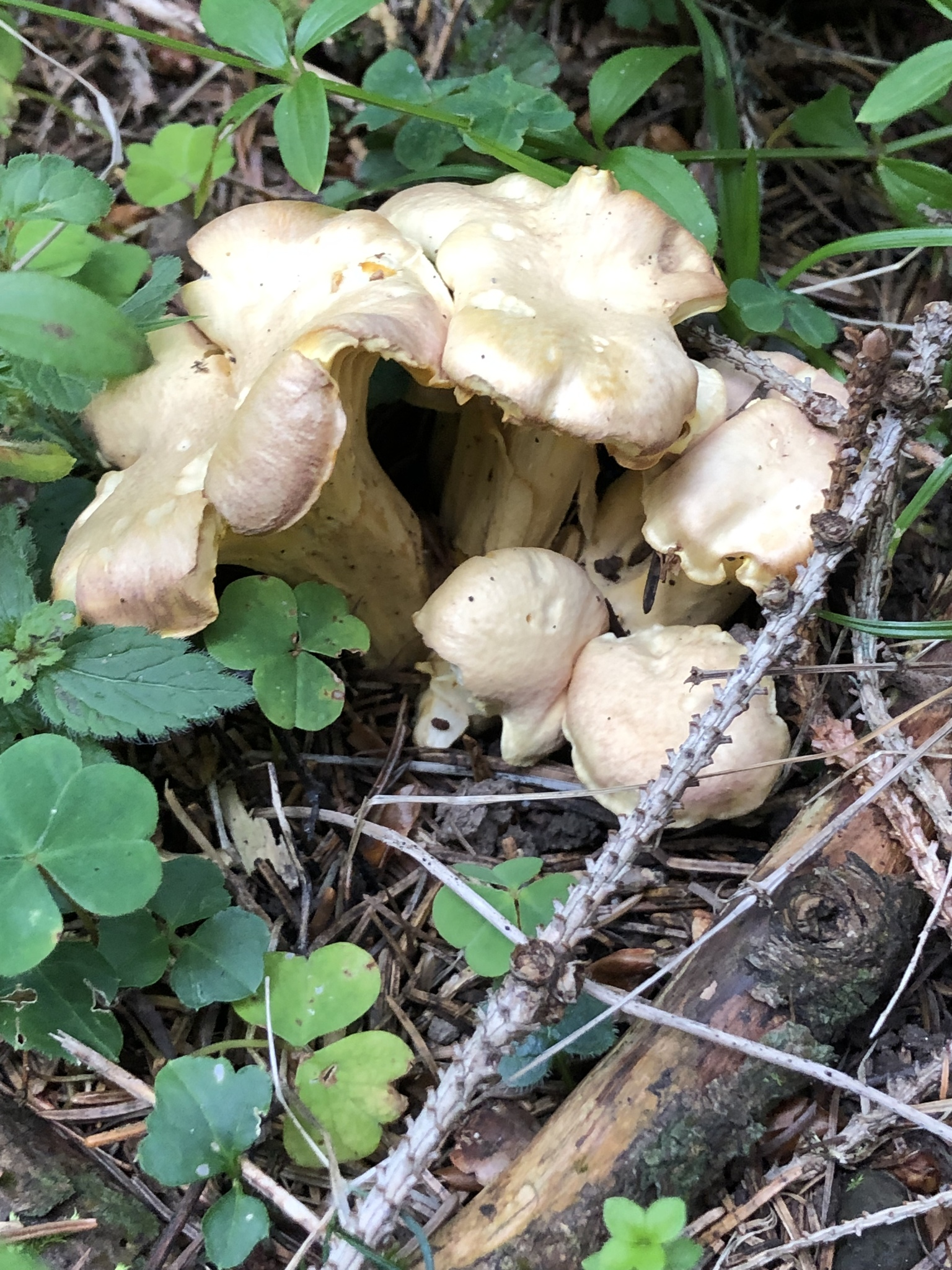
Cantharellus amethysteus
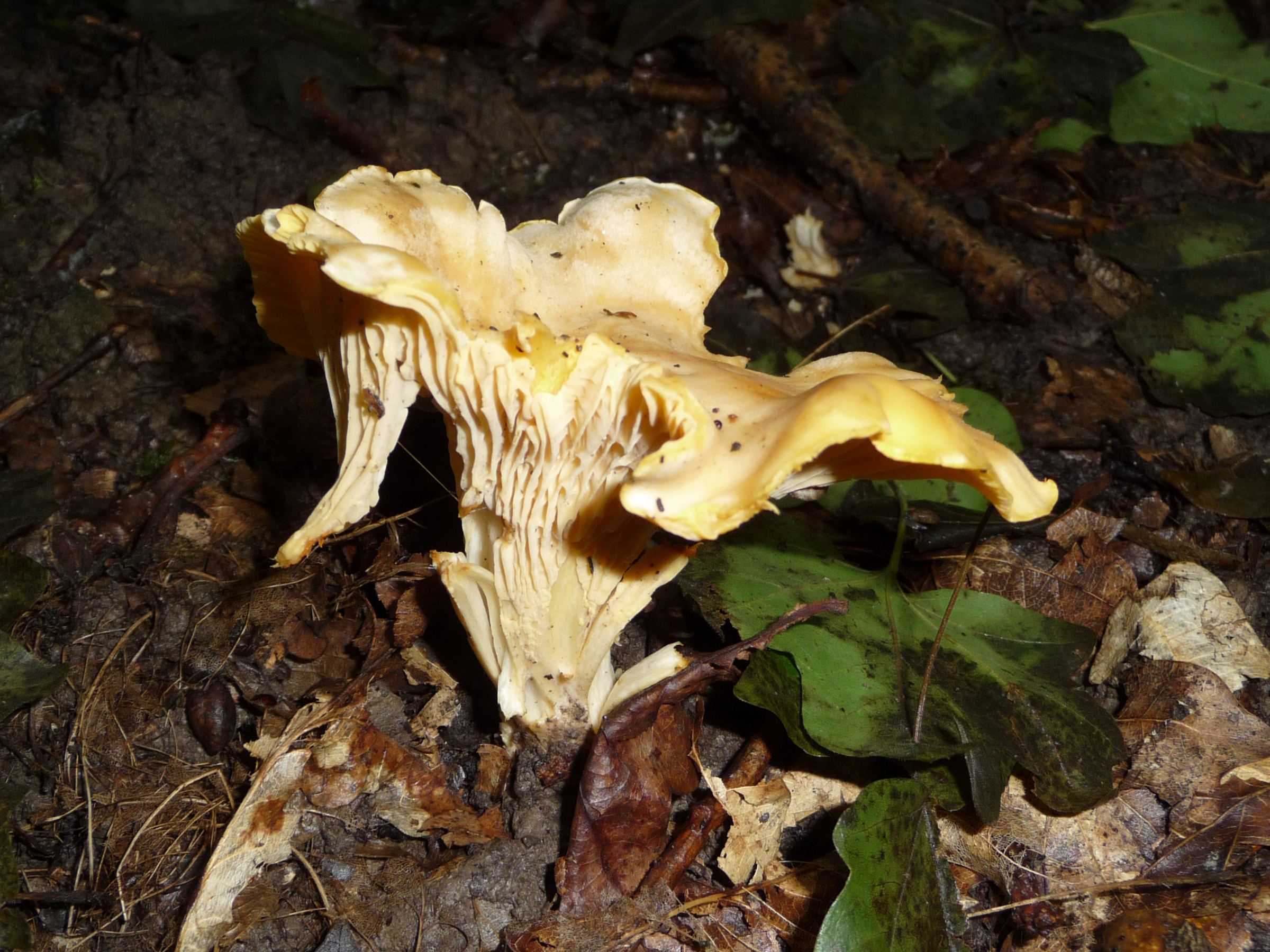
Cantharellus cibarius
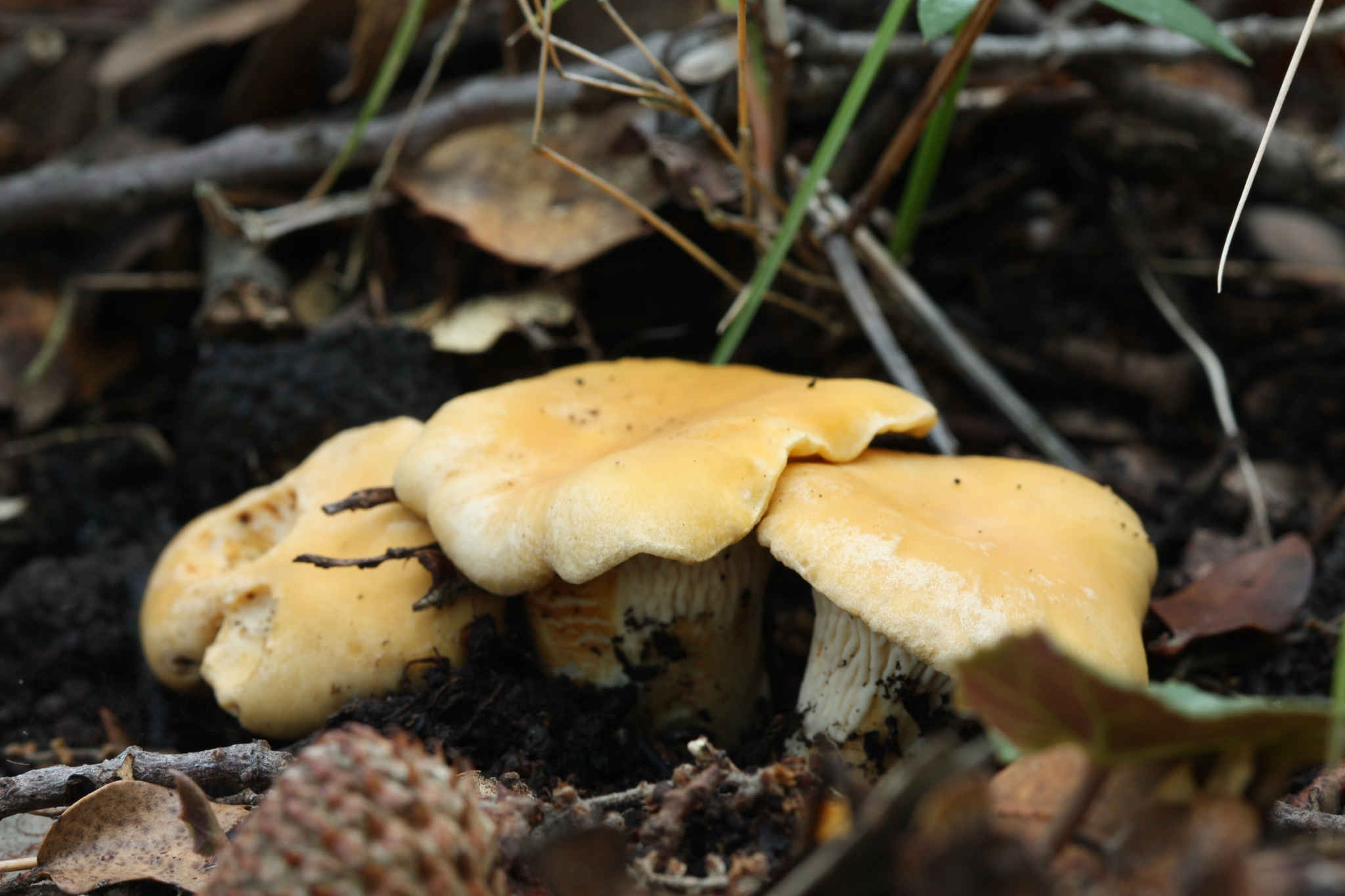
Cantharellus ferruginascens
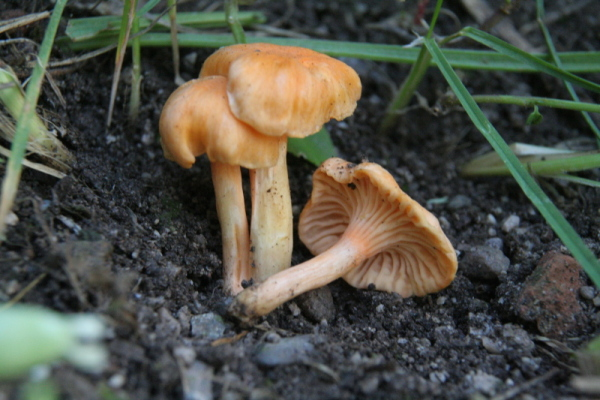
Cantharellus friesii
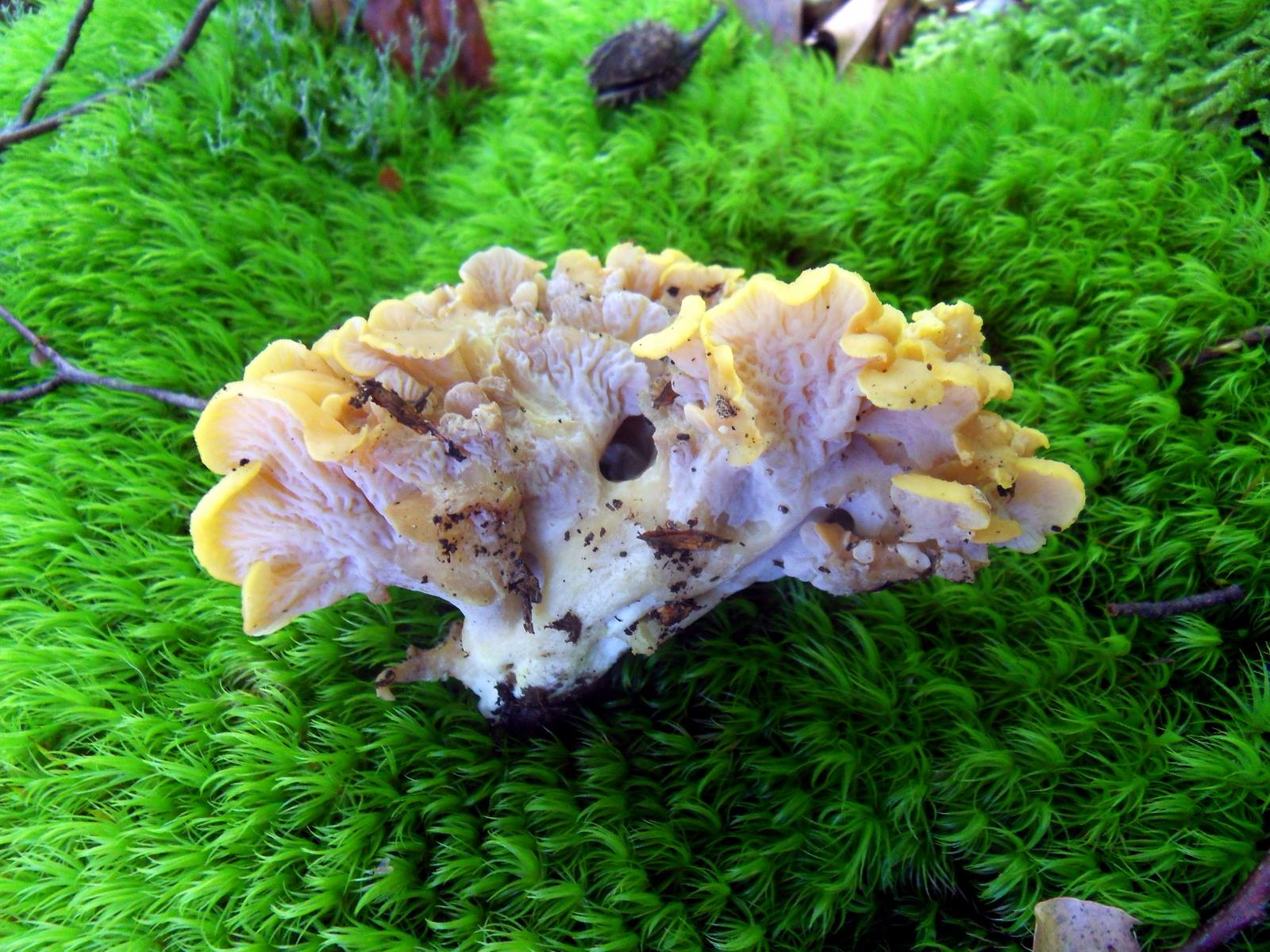
C. ianthinoxanthus, tufă mare
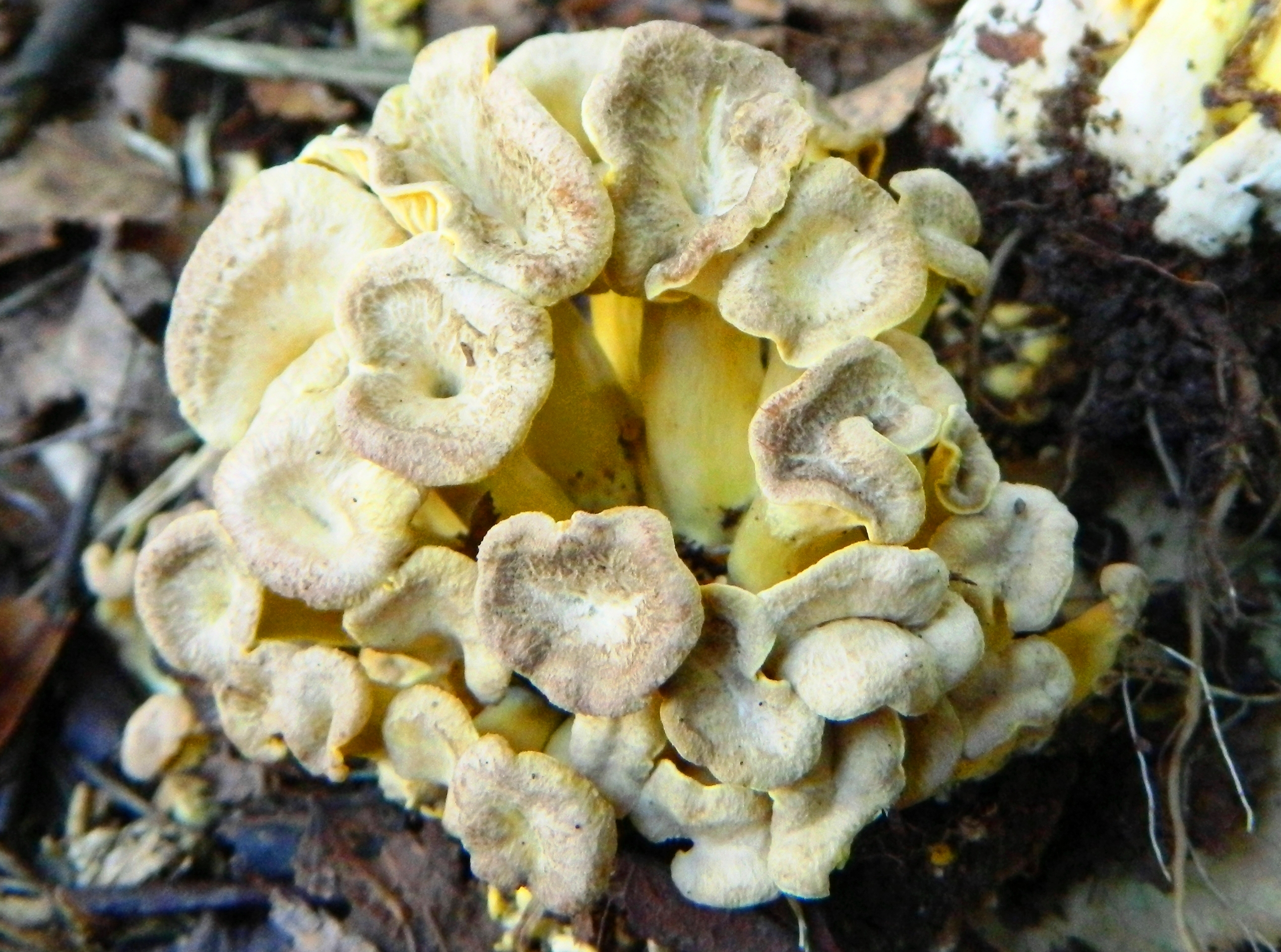
Cantharellus melanoxeros

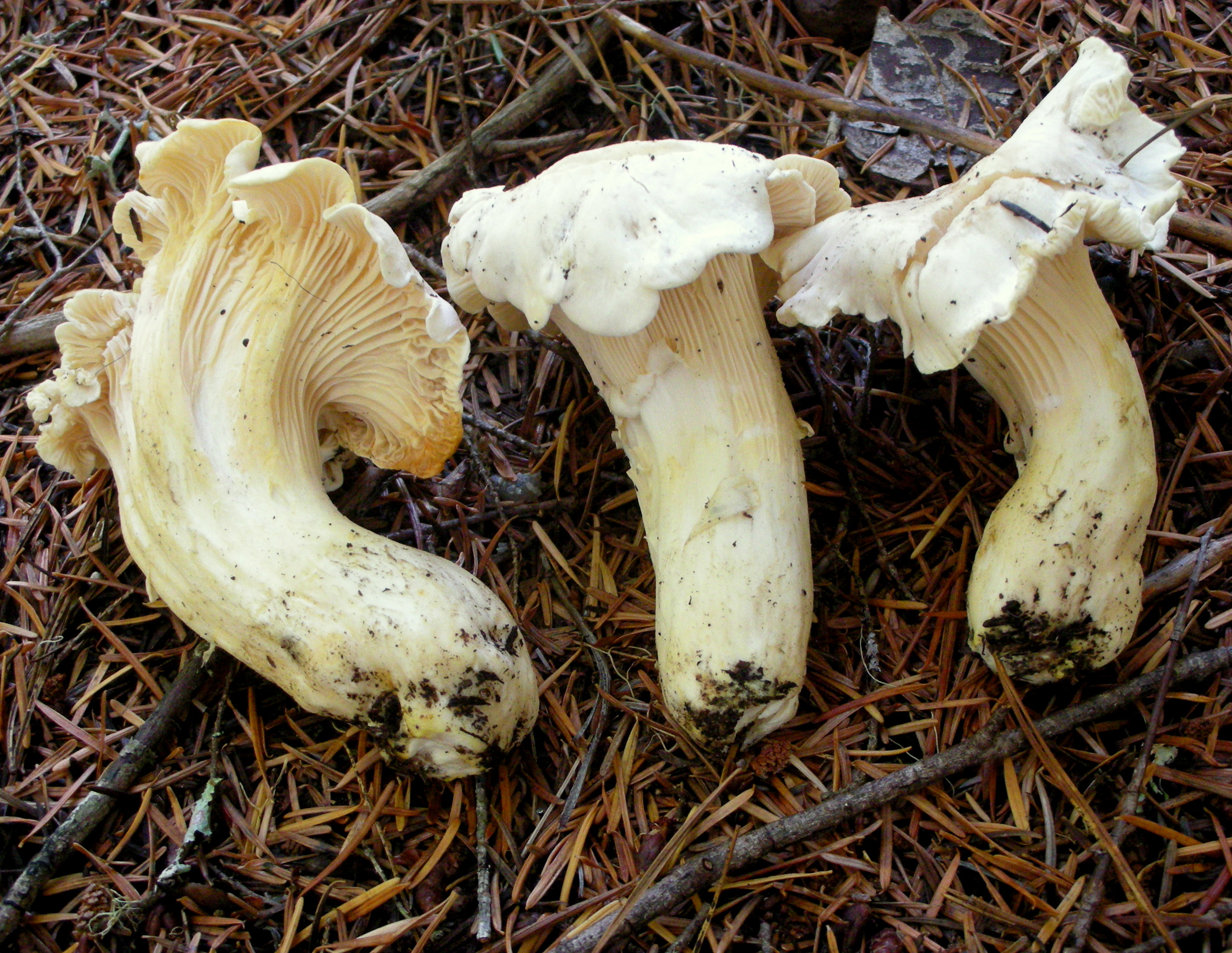
Cantharellus subalbidus
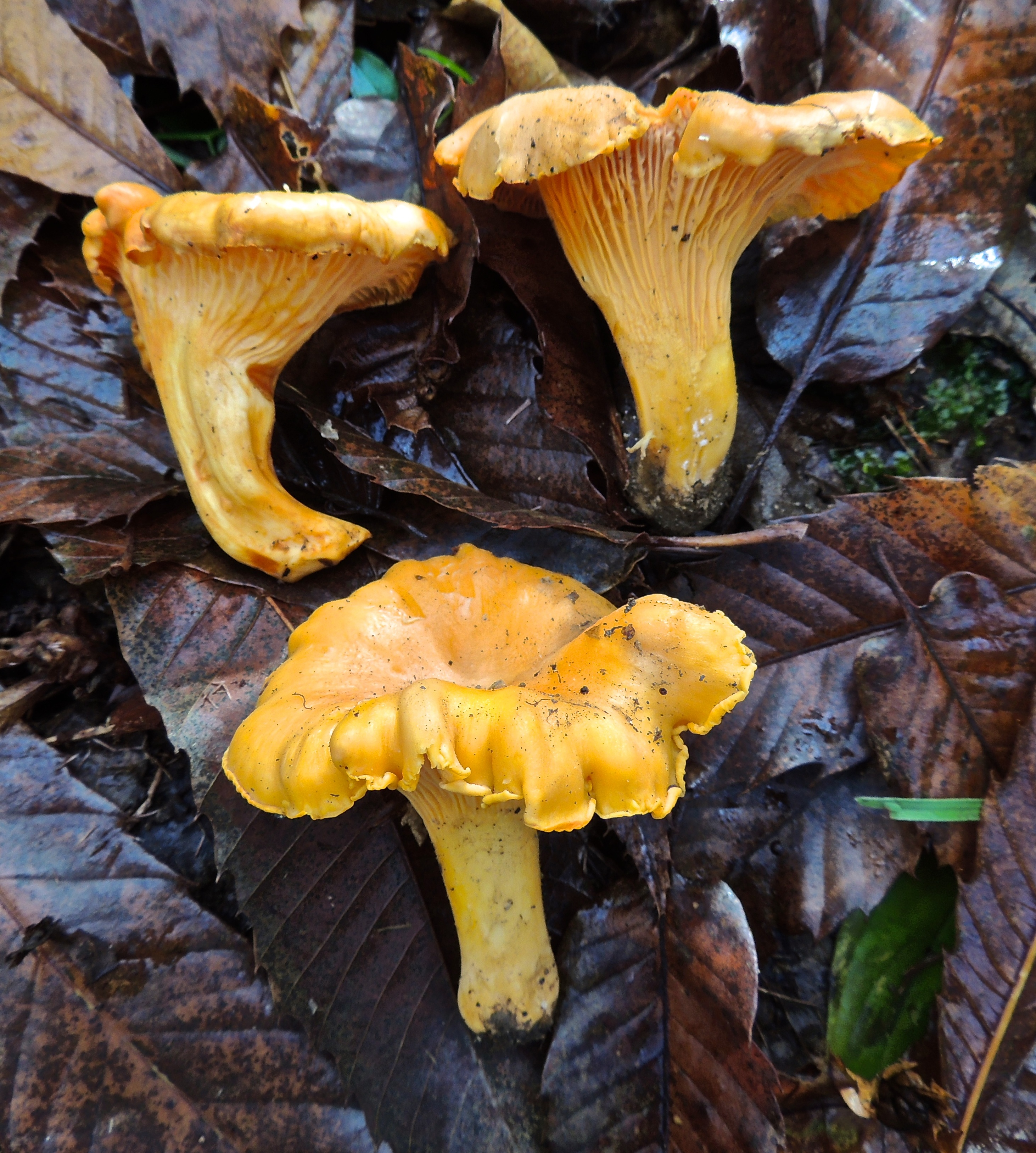
Cantharellus subpruinosus
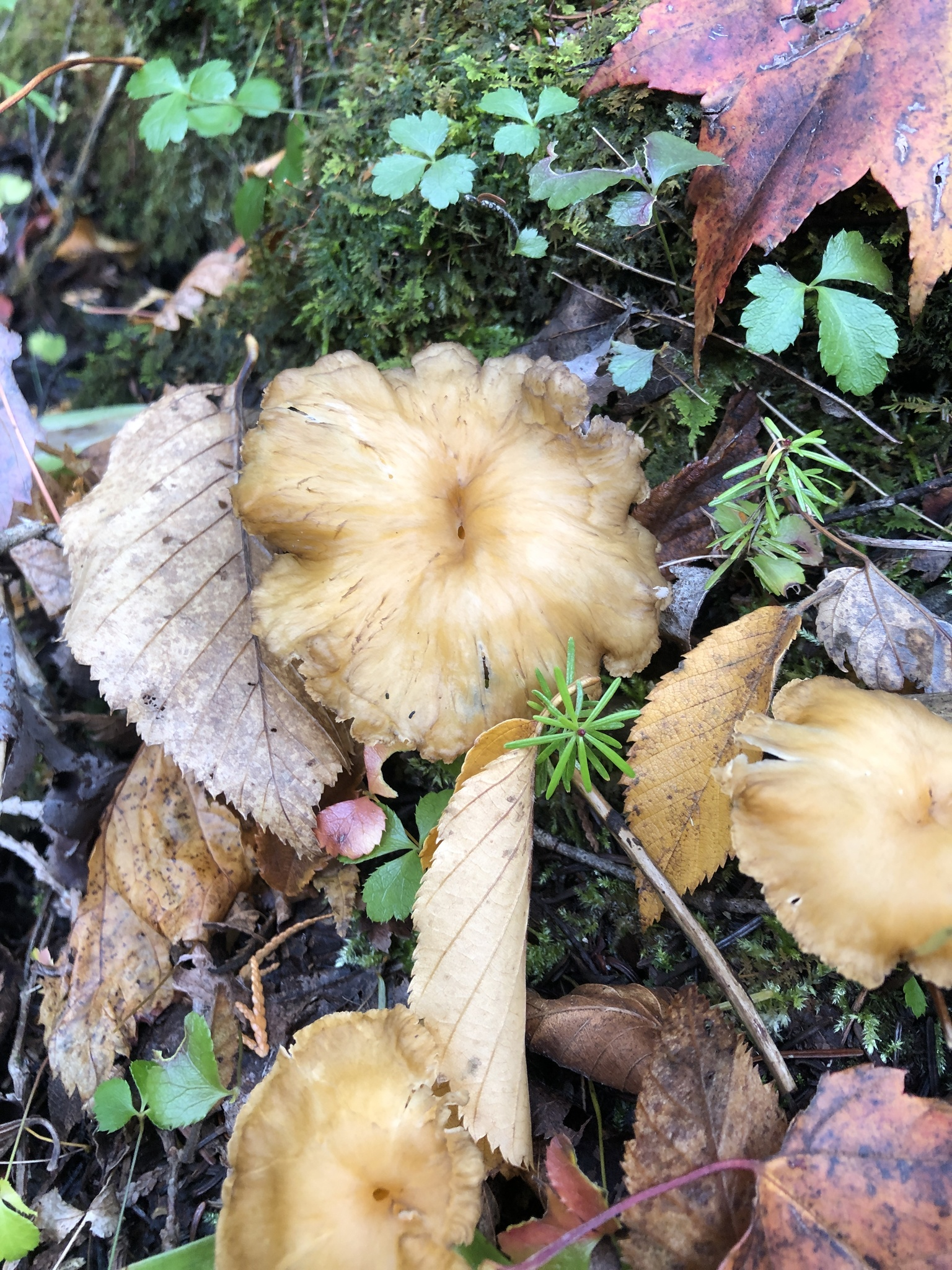
Craterellus tubaeformis
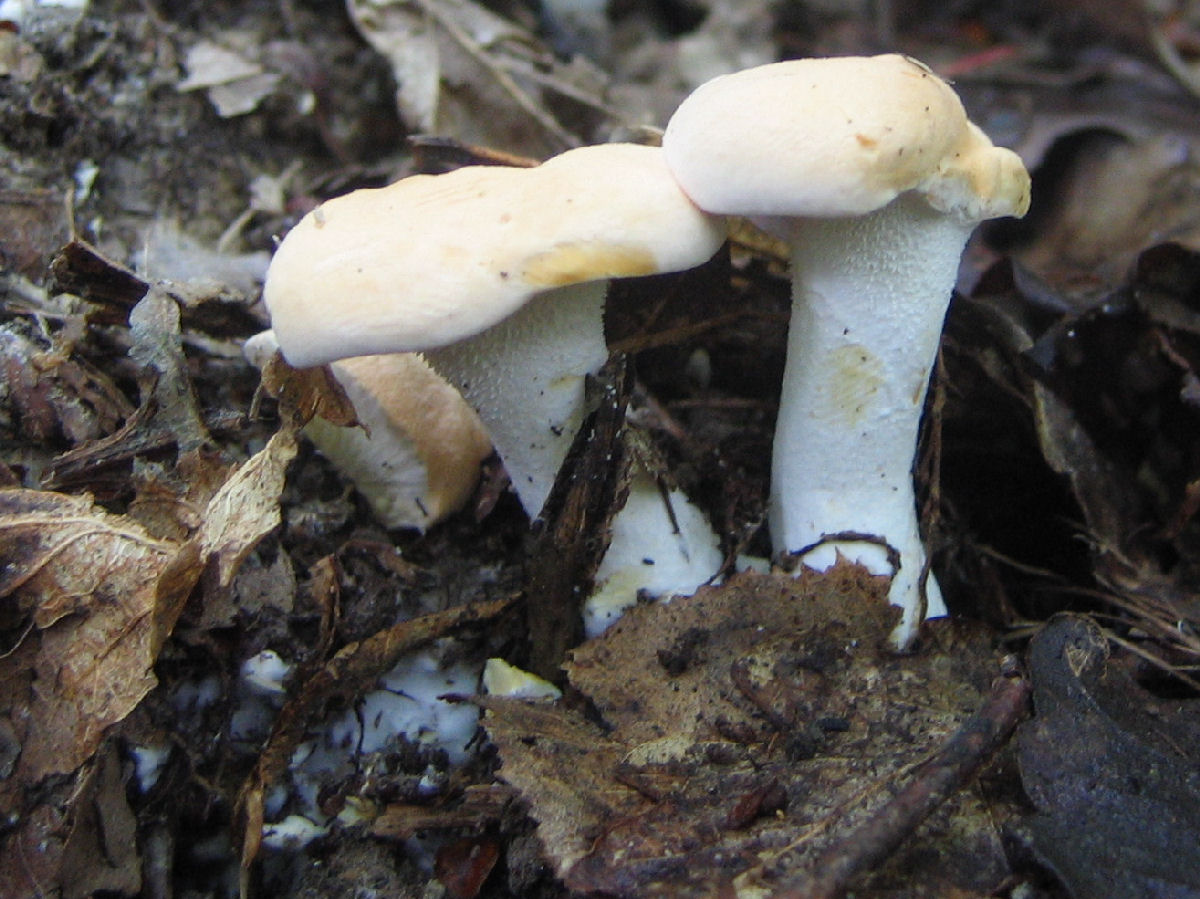
Hydnum repandum
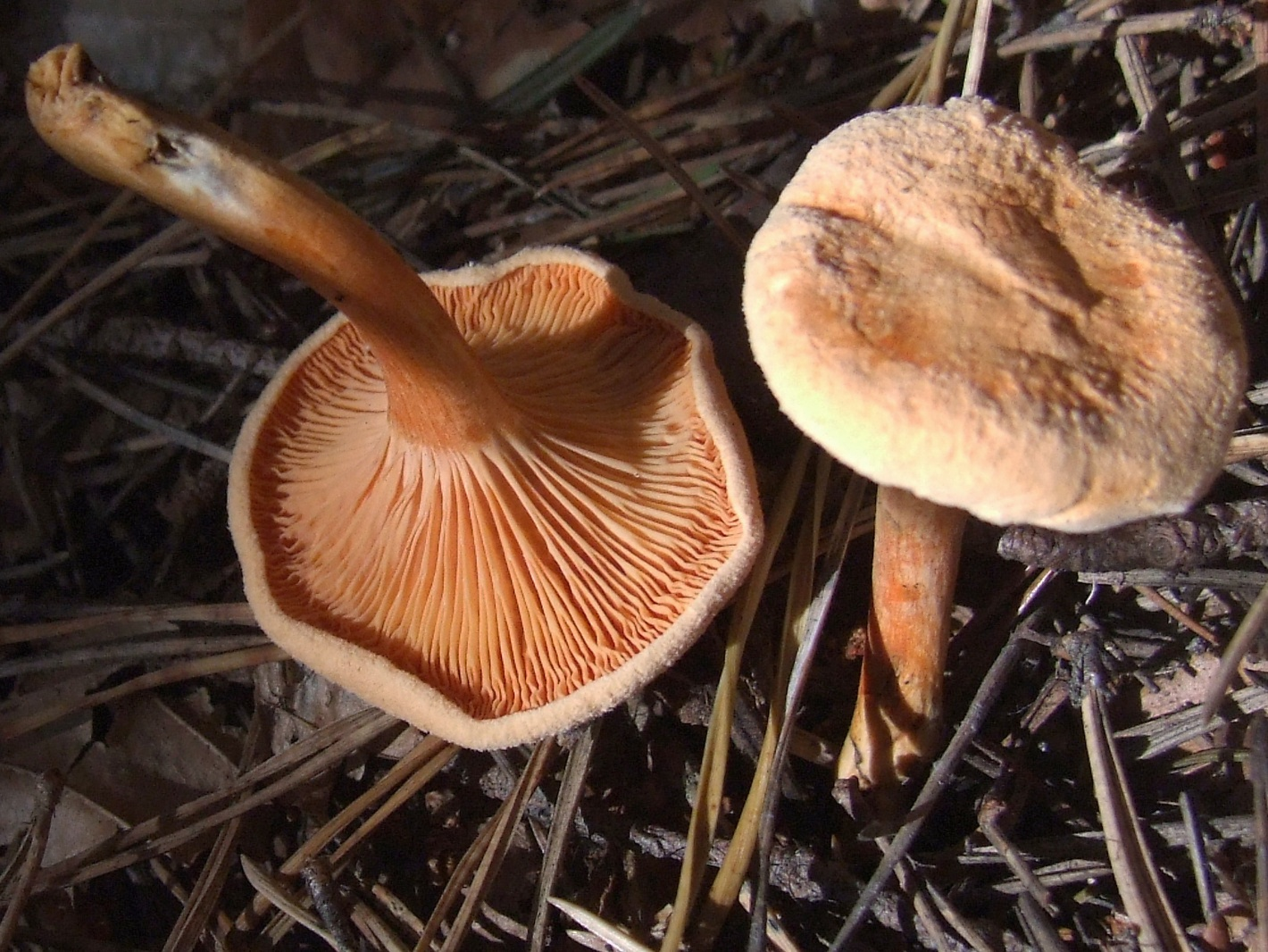
Hygrophoropsis aurantiaca

## Valorificare
Cantharellus pallens este o ciupercă foarte gustoasă și abundentă. Mai departe este considerată o ciupercă medicinală în Naturopatie sau în medicina tradițională chineză și japoneză. Ingrediente active care au efecte antivirale, antioxidante, anticancerigene si antibiotice au fost descoperite, ca în toate speciile genului. De asemenea, au un conținut ridicat de vitamine și minerale. În Elveția este vândută la piață. Buretele poate fi preparat ca gălbiorul.